# José Salazar Ilarregui
José Salazar Ilarregui (1823 Hermosillo, Sonora, Mexique - 1892, Mexico, Mexique) était un homme politique mexicain, et fut Ministre du Gouvernement du Mexique pendant le gouvernement monarchique de Maximilien Ier pendant le gouvernement constitutionnel de l'Empire Mexicain,.